# Вест Фармингтон (Охајо)
Вест Фармингтон (енгл. West Farmington) град је у америчкој савезној држави Охајо.

## Демографија
По попису из 2010. године број становника је 499, што је 20 (-3,9%) становника мање него 2000. године.
| Група             | 2000.       | 2010.       |
| Белци             | 516 (99,4%) | 492 (98,6%) |
| Афроамериканци    | 2 (0,4%)    | 0 (0,0%)    |
| Азијати           | 0 (0,0%)    | 0 (0,0%)    |
| Хиспаноамериканци | 0 (0,0%)    | 1 (0,2%)    |
| Укупно            | 519         | 499         |